# Lasa (Italia)
Lasa (Laas in tedesco; Loos in dialetto sudtirolese, pronunciato [lo:s]) è un comune italiano di 4 177 abitanti della provincia autonoma di Bolzano in Trentino-Alto Adige. È situato in Val Venosta, lungo il corso del fiume Adige, ad un'altitudine media di 868 m s.l.m. (che oscilla tra un minimo di 832 e un massimo di 3545 m s.l.m.).

## Origini del nome
Il toponimo è attestato come Las nel 1143 e probabilmente ha un'origine preromana.

## Storia
Il 2 maggio 1945, nell'ultima fase della seconda guerra mondiale, il paese fu teatro della "Strage di Lasa", attuata dalla Wehrmacht come rappresaglia contro un tentativo di furto di munizioni realizzato da operai italiani ai danni della polveriera di Cengles: in essa morirono 9 persone, fucilate dai soldati tedeschi.

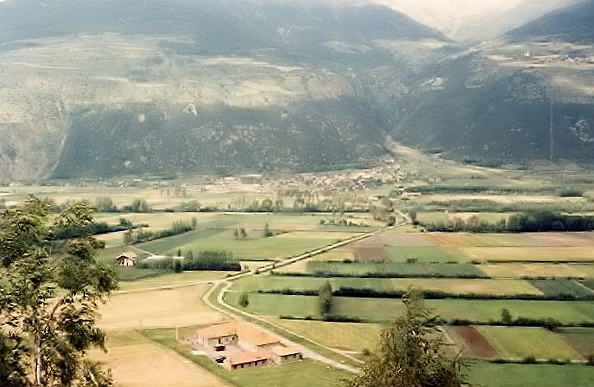
La polveriera di Cengles

La polveriera, dipendente dalla caserma Druso di Silandro, venne dismessa negli anni 1990 e in parte demolita. Solo il vecchio corpo di guardia (riattato a falegnameria da un contadino del posto) rimase in piedi fino al 2010, allorché fu definitivamente smantellato.

### Simboli
Lo stemma rappresenta un martello e due scalpelli rossi, disposti in banda su sfondo bianco rigato di nero.
Il campo bianco e nero simboleggia i giacimenti di marmo, il martello e gli scalpelli gli strumenti per la sua lavorazione (principale risorsa del borgo). Lo stemma è stato adottato il 27 settembre 1966.

## Monumenti e luoghi d'interesse

### Architetture religiose
- Chiesa di San Giovanni Battista, parrocchiale.
- Chiesa della Natività di Maria, parrocchiale nella frazione di Cengles.
- Chiesa del Santissimo Cuore di Gesù, parrocchiale nella frazione di Tanas.
- Chiesa di San Remigio, parrocchiale nella frazione di Oris.
- Chiesa di San Marco, sconsacrata.

### Architetture civili
- Acquedotto storico. Il paese era attraversato da un acquedotto in pietra sopraelevato (denominato, in lingua tedesca, Kandlwaal), lungo 600 metri e alto tra i 15 e i 32 metri. Nel 1907 l'acquedotto venne distrutto da un incendio, che ne lasciò integre solo alcune parti a cavallo del fiume Adige.

### Aree naturali
- Biotopo Ontaneto di Cengles
- Biotopo Ontaneto di Oris

## Società

### Ripartizione linguistica
La sua popolazione è in larga maggioranza di madrelingua tedesca:
| %      | Ripartizione linguistica (gruppi principali) |
| ------ | -------------------------------------------- |
| 97,45% | madrelingua tedesca                          |
| 2,41%  | madrelingua italiana                         |
| 0,13%  | madrelingua ladina                           |

### Evoluzione demografica
Abitanti censiti

## Economia

### Il marmo
Lasa è famosa per la produzione di marmo pregiato, molto apprezzato già dai tempi dei Romani (anche se lo sfruttamento sistematico ebbe inizio ai primi del Novecento). Con il marmo di Lasa venne scolpita - a puro titolo d'esempio - la statua di Walther von der Vogelweide sita nell'omonima piazza centrale di Bolzano.

### Agricoltura
Dal punto di vista agricolo, rilevante è la produzione di albicocche.

## Infrastrutture e trasporti
Il paese è servito (attraverso la stazione di Lasa) dalla ferrovia della Val Venosta, che collega Merano a Malles Venosta.
Nel territorio comunale si trova la ferrovia marmifera di Lasa, una linea ferroviaria adibita al trasporto merci che - tramite un tratto in piano e una ripida funicolare - collega la vallata alle cave di marmo di Lasa situate sulle montagne del versante sud della valle, ed è presente lo sbarramento (una traversa fluviale a tre luci lunga 34 m circa) che alimenta la centrale idroelettrica di Castelbello-Ciardes, gestita da Alperia.

## Amministrazione
| Periodo  | Periodo | Primo cittadino   | Partito | Carica  | Note |
| -------- | ------- | ----------------- | ------- | ------- | ---- |
| nel 1954 |         | Karl Gartner      | -       | Sindaco |      |
| nel 1956 |         | Ernst Muther      | -       | Sindaco |      |
| 2005     | 2020    | Andreas Tappeiner | SVP     | Sindaco |      |
| 2020     |         | Verena Tröger     | SVP     | Sindaco |      |